# Гогенлоэ-Вальденбург-Шиллингсфюрст, Фридрих
Князь Фридрих Карл I Иосиф цу Гогенлоэ-Вальденбург-Шиллингсфюрст (нем. Friedrich Karl I. Joseph, Fürst zu Hohenlohe-Waldenburg-Schillingsfürst; 5 мая 1814, Штутгарт — 26 декабря 1884, Купферцелль) — член княжеского рода Гогенлоэ, генерал-лейтенант русской службы, автор книг по геральдике.

## Биография
Фридрих Карл Иосиф был сыном князя Карла Альбрехта III и его второй супруги Леопольдины, урождённой принцессы Фюрстенберг. После увольнения отца из вюртембергской армии Фридрих вместе с родителями находился при дворе своего дяди, князя Карла Эгона II Фюрстенберга. В 1823 по 1828 годы принц получил здесь среднее образование. В 1829 году он начал учиться Университете Женевы, а, начиная с 1831 года, обучался в Гейдельбергском и Тюбингенском университетах. в 1833 году Фридрих поступил лейтенантом на австрийскую службу.
28 августа 1837 года определён на русскую службу поручиком в лейб-гвардии Гусарский полк с назначением флигель-адъютантом. Долли Фикельмон писала в своём дневнике: «Фриц Гогенлоэ-Вальденбург, прибывший в начале декабря в качестве адъютанта, красивый и любезный малый. Ему 21 год, он умен от природы, тактичен, умеет вести себя, но вместе с тем совершает тысячи ребяческих выходок; милый и добрый в домашнем кругу. Как офицер Австрийского гусарского Императора Николая полка пользовался его исключительным расположением.»
В 1838 году принц Фридрих отправился на Кавказ и принимал участие в экспедициях против горцев, за отличие в которых награждён золотой саблей.
14 (26) декабря 1839 года принц Фридрих стал главой княжеского дома Гогенлоэ-Вальденбург из-за отречения отца. 1 июля 1840 года произведён в штабс-ротмистры, с назначением состоять по кавалерии майором, 1 июля 1846 года — из подполковников в полковники, 1 июля 1850 года — в генерал-майоры с назначением в Свиту Его Величества, 26 августа 1856 года назначен генерал-адъютантом, 8 июня 1864 года произведён в генерал-лейтенанты. Числясь по армейской кавалерии и получая ежегодно 7614 рублей, большую часть времени проводил за границей.
Князь Гогенлоэ написал несколько трудов по геральдике и сфрагистике: «Das Hohenlohische Wappen» (1859), «Mittelalterliche Frauen-siegel», «Der sachsische Rautenkranz» (2 изд. 1863), «Zur Geschichte des heraldischen Doppeladlers» (1871), «Die Linde in der Heraldik, in der Sphragistik und als Ornament» (1878), «Dreihundert mittelalterliche Siegel» (1882) и др. Им было инициировано издание «Archivs für Hohenlohische Geschichte», первый том которого появился в 1857—1860, второй — в 1870 году. За свою деятельность он был удостоен звания почётного доктора.
Князь Фридрих Карл активно занимался социальной политикой. В 1848 году он основал нем. Bezirkswohltätigkeitsverein для населения, которое из-за неурожаев находилось на грани нищеты. Князь оставался президентом союза до своей смерти. По его инициативе были созданы и другие благотворительные общества, в том числе для детей и жертв франко-прусской войны.
Князь Фридрих Карл скончался 26 декабря 1884 года после продолжительной болезни.

## Семья
26 ноября 1840 года в Лангенбурге Фридрих Карл I Иосиф женился на кузине принцессе Терезе Амалии (1816—1891), дочери князя Франца Иосифа цу Гогенлоэ-Шиллингсфюрст и Каролины Фредерики Констанцы Гогенлоэ-Лангенбургской. Невеста приходилась сестрой одному из создателей Германской империи князю Хлодвигу Гогенлоэ. В браке родились:
- Николай (1841—1886), князь цу Гогенлоэ-Вальденбург-Шиллингсфюрст, в 1869 году женился на Саре Марии Эстерхази-Галанта;
- Виктор (1842—1885), граф фон Вальденбург, в 1870 году женился на баронессе Марии Кристине Neukirchen dit Nyvenheim;
- Александра (1844—1844);
- Фридрих (1845—1845);
- Фридрих Карл II (1846—1924), князь цу Гогенлоэ-Вальденбург-Шиллингсфюрст, женился в 1889 году на графине Терезе Эрбах-Фюрстенау;
- Хлодвиг (1848—1929), женился дважды: в 1877 году на Франциске Эстерхази-Галанта; в 1890 году графине Шаролте Mailáth de Székhely;
- Карл Эгон (1849—1910)
- Тереза (1851—1923), в 1870 году вышла замуж за графа Отто фон Рехберг-унд-Ротенлёвен цу Гогенрехберг (1833—1918);
- Людвиг Густав (1856—1877).

## Награды
- Золотая сабля «За храбрость» (1838);
- орден Святого Владимира 4 степени с бантом (1838);
- единовременно 500 червонцев (1838);
- орден Святой Анны 1 степени (1866);
- орден Белого Орла (1874);
- баденский орден Церингенского льва;
- прусский орден Красного орла (большой крест);
- саксонский орден Альбрехта (большой крест);
- саксонский орден Эрнестинского дома (большой крест);
- орден Вюртембергской короны (большой крест).